# Ihrhove

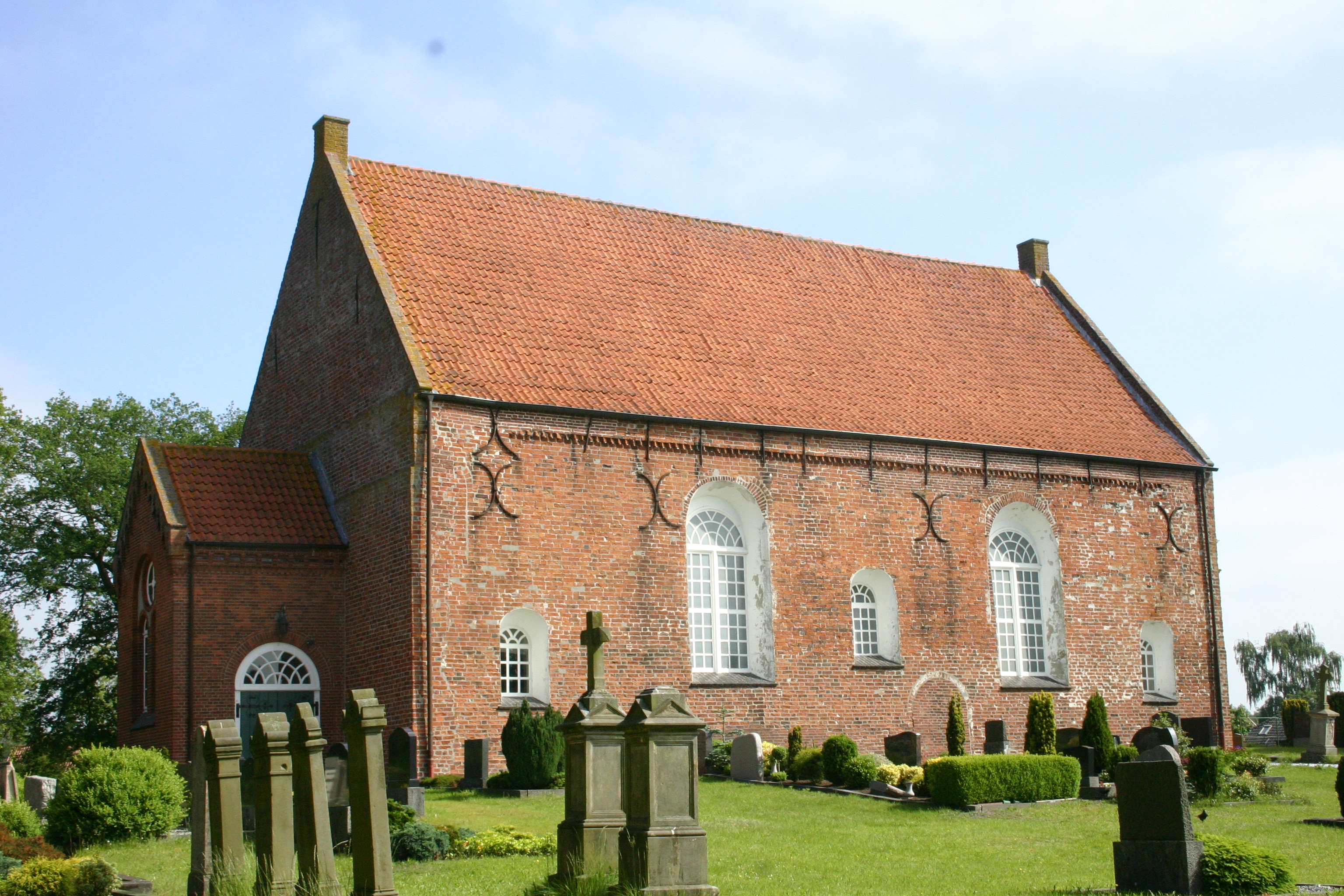
Die reformierte Kirche in Ihrhove

Ihrhove (Ostfriesisches Platt Jir'ôov) gehört zur Gemeinde Westoverledingen im Landkreis Leer in Ostfriesland, hat ungefähr 3600 Einwohner und liegt zwischen Leer und Papenburg an der Bundesstraße 70. Ihrhove ist seit 1973 Verwaltungssitz der Gemeinde.

## Geographie
Ihrhove liegt im Overledingerland, einem der vier historischen Landstriche im Landkreis Leer. Die Gemarkung umfasst ein Gebiet von 10,02 km2. Das Ortszentrum ist auf einem Geestrand gelegen, etwa 4 km von der Ems entfernt. Die Kirchenwarft erreicht eine Höhe von 5,5 m über Normalnull, während der Hammrich, die Flussmarsch, teilweise unter dem Meeresspiegel liegt. Neben Geest- und Marschgebieten finden sich in westlicher Richtung zur Ems als dritte Landschaftsform die Niedermoore, die bei Driever und Grotegaste in Moormarschen übergehen.
Heute ist Ihrhove zentraler Ort in der Gemeinde Westoverledingen. Im Nordosten grenzt Ihrhove an Folmhusen, im Südosten an Ihren. Südlich ist Großwolde gelegen und im Westen Grotegaste.

## Geschichte

### Mittelalter
Historisch gesehen lassen sich vor dem Kirchbau und den ersten Siedlungsspuren um 1250 keine älteren Kulturspuren nachweisen, was auf eine planmäßige Gründung der Siedlung hinweist. Die Ansiedlung ohne älteren Vorläufer in der Mitte des 13. Jahrhunderts ging von Ihren aus. Die heutige Reformierte Kirche wurde in der Mitte des 13. Jahrhunderts als einräumige Saalkirche mit Apsis errichtet. Vermutungen auf einen älteren Vorgängerbau aus Holz, der manchmal mit dem Friesenmissionar Liudger in Verbindung gebracht wird, konnten bisher nicht bestätigt werden und scheinen unwahrscheinlich. In vorreformatorischer Zeit gehörte die Kirche zur Propstei Leer im Bistum Münster.
Die mittelalterliche Burg von Ihrhove – seit 1735 Esseburg (Eskeborg) genannt – wurde im Zuge der Eroberung des Overledingerlandes (1407–1409) durch Keno tom Brok und Focko Ukena zerstört. Zur Lokalisierung der Burg gibt es widersprüchliche mündliche Traditionen. Nach archäologischen, naturwissenschaftlichen und überlieferungsgeschichtlichen Untersuchungen (2006 bis 2011) verdichten sich die Hinweise darauf, dass die Burganlage auf dem Gelände der heutigen Bahnhofstraße 42 gelegen war. Für die Zeit um 1400 lassen sich bisher acht befestigte Steinhäuser, Sitze lokaler Häuptlingsherrschaften, im Overledingerland nachweisen. Jeltko Iderhoff, von 1515 bis 1530 Drost und Amtmann im Amt Berum, war möglicherweise Häuptling von Ihrhove.

### Neuzeit

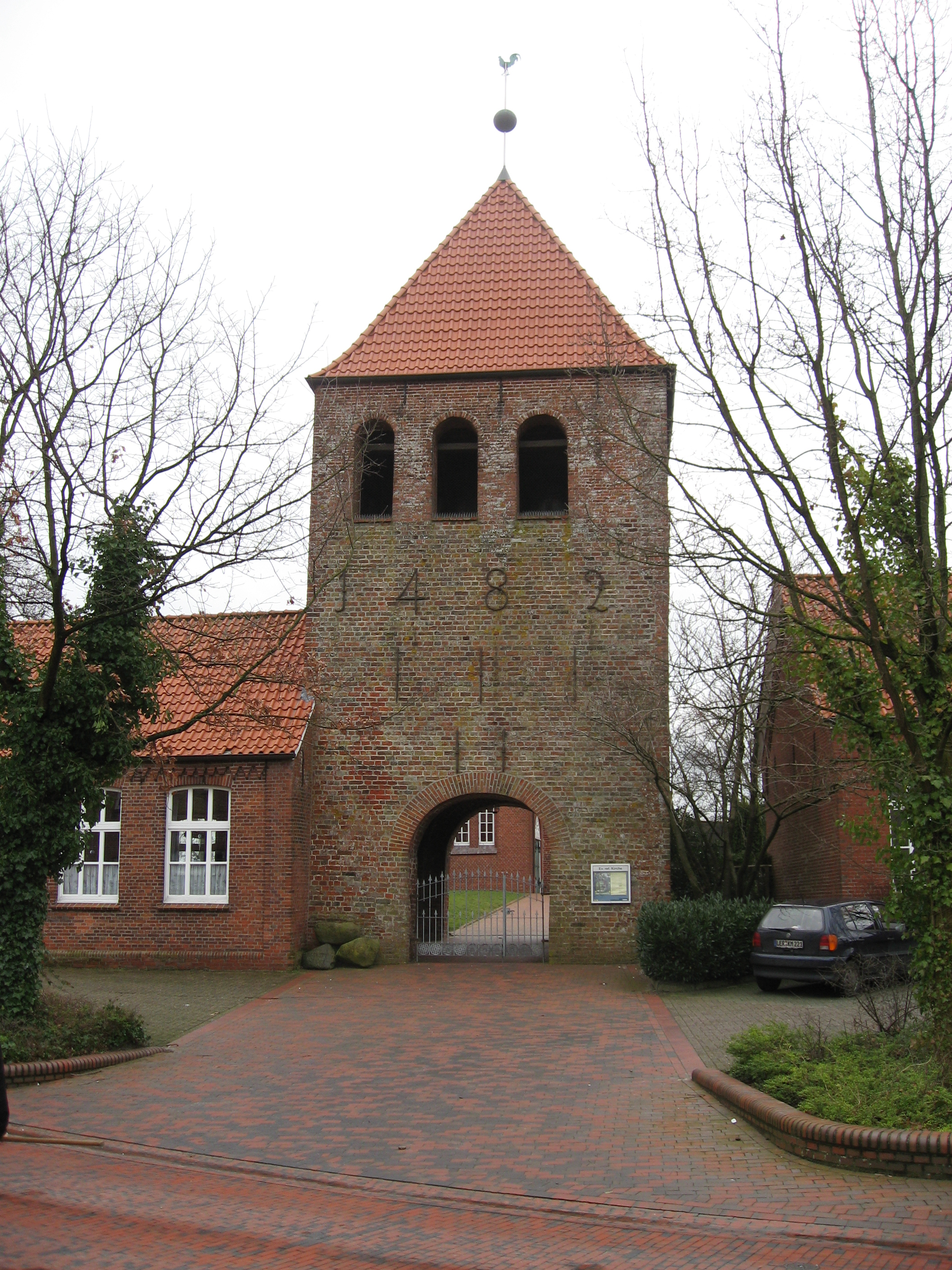
Freistehender Kirchturm in Ihrhove, links daneben das alte Schulgebäude

Im Gefolge der Reformation schloss sich die Kirchengemeinde um 1530 dem reformierten Bekenntnis an. Ihre heutige, verkürzte Form erhielt die Kirche in den Jahren 1572 und 1789, als umfangreiche Umbaumaßnahmen erfolgten.
Mit dem Aussterben der männlichen ostfriesischen Fürstenlinie der Cirksena im Jahr 1744 fiel Ihrhove wie das gesamte Ostfriesland an Preußen. 1806 kam es an das Königreich Holland, 1810 als Departement Ems-Orientale an das französische Kaiserreich, 1815 an Hannover und 1866 wieder an Preußen.
Mit der Errichtung der Bahnstrecke Rheine–Norddeich Mole, die zunächst von Rheine bis Emden erbaut wurde (1854–1856), erhielt Ihrhove einen eigenen Bahnhof, dessen Nutzung mit dem Bau der Bahnstrecke Leer–Groningen (Niederlande) 1876 noch intensiver wurde. Die Folge war ein Aufblühen des Handels in Ihrhove und ein stetiger Anstieg der Einwohnerzahl. Derzeit ist der Bahnhof reiner Betriebsbahnhof, soll jedoch künftig wieder im SPNV bedient werden. Im Jahr 1912 wurde auf einer Streckenlänge von 11,6 km eine Kleinbahn zwischen Ihrhove und Rhauderfehn in Betrieb genommen, die 1972 stillgelegt wurde.
Seit 1885 gehört Ihrhove zum Landkreis Leer. Mit Bildung der Gemeinde Westoverledingen am 1. Januar 1973 wurde Ihrhove zum Verwaltungssitz und zentralen Ort der Gemeinde. Das neue Rathaus wurde 1976 eingeweiht.

### Einwohnerentwicklung
Seit Mitte des 19. Jahrhunderts ist ein stetiger Anstieg der Einwohnerzahl zu verzeichnen. Seitdem verdoppelte sich die Bevölkerung etwa alle 50 Jahre.
| Jahr | Einwohnerzahl |
| ---- | ------------- |
| 1823 | 433           |
| 1848 | 453           |
| 1859 | 572           |
| 1885 | 797           |
| 1895 | 807           |
| 1905 | 886           |

| Jahr | Einwohnerzahl |
| ---- | ------------- |
| 1925 | 1248          |
| 1933 | 1348          |
| 1939 | 1281          |
| 1946 | 1753          |
| 1950 | 1882          |
| 1961 | 1776          |

| Jahr | Einwohnerzahl |
| ---- | ------------- |
| 1970 | 1969          |
| 1977 | 2228          |
| 1989 | 2878          |
| 1996 | 3182          |
| 2000 | 3386          |
| 2004 | 3523          |

### Entwicklung des Ortsnamens
Spätmittelalterliche Namensformen lauten Iderhave, Yderahave, Yderhove, Yrhave und Yrhove. Die erste Namensnennung des Ortes „Yderhove“ und der Burg fällt ins Jahr 1407. Der Name „Ihrhove“ wird in der mündlichen Überlieferung vielfach mit „Hafen“ in Verbindung gebracht, wofür offensichtlich die Nähe zur Ems ausschlaggebend ist. Tatsächlich bedeutet die Silbe „-hove / - have / -hafe“ aber „Kirche mit Friedhof, Kirchplatz“. Da die erste Silbe auf den Nachbarort Ihren hinweist, bedeutet der Name Ihrhove „Kirchplatz von Ihren“ oder freier umschrieben: „Ortsteil von Ihren, aber der mit der Kirche“.

## Religion
Seit der Reformation ist Ihrhove überwiegend reformiert geprägt. Noch heute gehört der Großteil der Ortseinwohner zur ev.-reformierten Kirche. Das Gemeindebüro hat seinen Platz links des Glockenturms in der ehemaligen Schule. Auf der rechten Seite wurde 1911 eine Leichenhalle gebaut. Neben dem alten Pfarrhaus von 1894 in der Bahnhofsstraße steht für gemeindliche Veranstaltungen das Gemeindezentrum zur Verfügung. EC und Landeskirchliche Gemeinschaft bilden in Ihrhove einen Verein mit einem angestellten Prediger, eigenen Gottesdiensten und einem Vereinsleben, das sich im EC-Heim konzentriert.
Im Jahr 1860 wurde die altreformierte Kirche durch die Pastoren Gerd Kramer (Veldhausen) und J. H. Vos (Uelsen) mit neun Personen gegründet. 1862 entstand ein erstes Kirchengebäude, das 1959 durch das heutige ersetzt wurde. Seit 1974 teilen sich die altreformierte Kirche in Neermoor und Ihrhove eine gemeinsame Pastorenstelle. Die Kirche wurde 1983 umgestaltet und ein Gemeindezentrum angebaut.
Im 19. Jahrhundert gab es nur vereinzelt römisch-katholische Christen; sie schlossen sich der Gemeinde in Westrhauderfehn an. Als die Zahl nach dem Zweiten Weltkrieg durch katholische Heimatvertriebene stark zunahm, wurde 1958/1959 St. Franziskus als Filialkirche von St. Bernhard in Flachsmeer gebaut.
Seit Ende des 19. Jahrhunderts sind verschiedene jüdische Viehhändler mit ihren Familien in Ihrhove nachweisbar, die aber keine selbstständige Gemeinde bildeten. Im Jahr 1908 lebten acht Juden immer Ort, 1930 noch zwei. Etliche jüdische Einwohner aus Ihrhove sind in Konzentrationslagern umgekommen.

## Kultur und Tourismus
Jedes Jahr findet in Ihrhove der sogenannte „Bottermarkt“ (Buttermarkt) statt, der im Jahre 1979 das erste Mal abgehalten wurde. Dessen Ursprünge gehen auf die Ihrhover Buttermärkte des 19. Jahrhunderts zurück. Auch heute zieht dieses Ereignis, das jedes Jahr am vierten Wochenende im Juni stattfindet, Besuchermassen an – während dort heute nicht mehr hauptsächlich Butter und andere Molkereiprodukte verkauft werden.
Eine weitere Sehenswürdigkeit sind die restaurierten Gulfhäuser, die Stein für Stein von ihren ursprünglichen Standorten abgetragen und in der Nähe des Erholungsgebietes „Freizeitpark am Emsdeich“ bei Grotegaste wieder aufgebaut wurden. Dort beherbergen sie heute eine Gaststätte und ein Landschulheim. Das daran angrenzende Erholungsgebiet „Freizeitpark Am Emsdeich“ ist ein beliebtes Urlaubsziel. Ostfrieslandweit bekannt ist auch die alternative Szene-Diskothek „Limit“ in Ihrhove.

## Verkehr
Der Bahnhof Ihrhove, derzeit als Betriebsbahnhof ohne Halt für Reisezüge dienend, liegt an den Bahnstrecken Rheine–Norddeich Mole sowie Ihrhove–Groningen. Weiter nördlich gelegen sollen zwei neue Bahnsteige am Bahnübergang Leegmeedlandsweg errichtet werden.

## Persönlichkeiten
- Harm Willms (* 1822 in Ihrhove; † 1893), Landwirt und Baptistenpastor, bekannt als „Theologe im Bauernrock“
- Otto Galama Houtrouw (1838–1933), reformierter Theologe und ostfriesischer Heimatforscher, war von 1867 bis 1869 Pastor in Ihrhove.
- Carl Carlton, Musiker, u. a. bei Nina Hagen, Manfred Mann, Udo Lindenberg, Peter Maffay, Robert Palmer
- Jan Brandt, Schriftsteller, aufgewachsen in Ihrhove
- Enno Popkes (1904–1959), Orgelsachverständiger, Kirchenmusiker und langjähriger Organist der Baptistengemeinde Ihren, lebte und starb in Ihrhove.
- Olaf Kramer, Professor für Rhetorik und Wissenskommunikation an der Universität Tübingen, aufgewachsen in Ihrhove
- Merle Heidergott, deutsche Handballspielerin, aufgewachsen in Ihrhove